# Jan Michał Wołmiński
Jan Michał Wołmiński herbu Rawicz (zm. przed 1 czerwca 1698) – podstoli upicki w latach 1685–1689, cześnik żmudzki w 1681 roku, skarbnik upicki w latach 1666–1679, sędzia grodzki żmudzki w 1672 roku.
Jako poseł powiatu upickiego na sejm elekcyjny 1669 roku podpisał pacta conventa Michała Korybuta Wiśniowieckiego w 1669 roku. Był posłem powiatu upickiego województwa trockiego na sejm nadzwyczajny 1672 roku.